# Heriberto Juárez
Heriberto Juárez (Acolman, Estado de México, 16 de marzo de 1932 - Ciudad de México, 26 de agosto de 2008) fue un pintor y escultor mexicano y uno de los principales exponentes del arte contemporáneo en México.
Fue un artista totalmente autodidacta, ya que nunca realizó estudios de arte en alguna institución. Su primera manifestación artística fueron figurillas prehispánicas , que encontraba en su región, Teotihuacán.
Desde sus inicios en las artes plásticas en 1961 hasta la fecha, ha tenido más de 70 exposiciones individuales y 40 colectivas.
Su obra se encuentra en todo el mundo a través de diferentes colecciones, como los museos de la Fundación Ralli ubicados en Chile, Uruguay e Israel, el Museo de Arte en Boca Ratón, Florida; Museo de Arte Latinoamericano de Long Beach, California; la Fundación Rockefeller en Nueva York; JP Morgan Bank en México; J. Walter Thompson Art Collection en Nueva York y la Universidad de las Américas, en Puebla, la cual tiene un jardín en el que se exhiben aproximada mente 80 obras de su autoría.

## Biografía

### Infancia y juventud

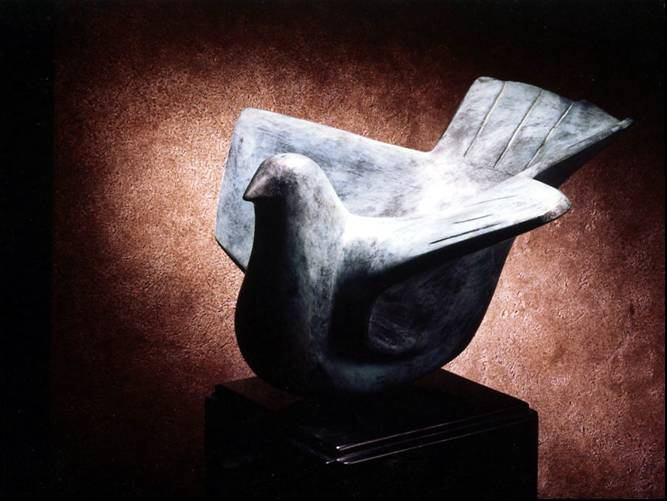
Paloma en Bronce.

Nació un 16 de marzo de 1932 en Acolman, muy cerca de San Juan Teotihuacán, Estado de México, siendo en ese mismo lugar en dónde su primera manifestación artística fue reproducir figurillas prehispánicas obtenidas en sus paseos por los alrededores.  Este recuerdo de su infancia marcaría de modo indeleble la personalidad artística de Heriberto Juárez, para después con el tiempo, ofrecer una obra cuya vastedad e importancia se inscribe con cualidades propias en el panorama del arte mexicano.
Aquel niño que modelaba en barro, convivió largas horas de su niñez entre toros, caballos y palomas mensajeras. Vivió una juventud señalada por la inquietud y la cual dedicó al toreo, el cual dejó huellas obvias en su obra. Durante este tiempo conoció al escultor Luis Villegas, quien lo llevó a su estudio y ahí comenzó a dar forma al barro y a la plastilina, obteniendo muy buenos comentarios del maestro Villegas.
Juárez intentó ser torero, pero un cornadón de caballo en el rastro de Río Blanco, que por poco le hace perder la pierna, lo obligó a olvidarse de los ruedos, pero no de los toros.

### Comienzos en la escultura

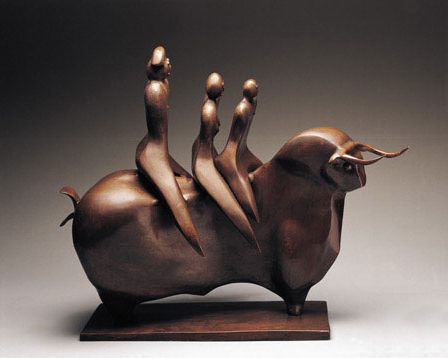
"Los Juárez". Elaborado en bronce.

Una vez culminada su corta carrera en el toreo como novillero, buscó de nueva cuenta al maestro Luis Villegas quien lo llevó a la escuela del maestro Antonio González Caballero en donde lo dejaban trabajar libremente sin tomar ninguna clase. Al mismo tiempo, también iba a la escuela de arte que estaba en la Ciudadela, donde maestros como Juan Soriano, José Chávez Morado, Francisco Zúñiga y Juan Cruz tenían sus talleres, no impartían clases, pero se les podía observar trabajando.
El Lic. Miguel Álvarez Acosta, en ese entonces funcionario de la Secretaría de Relaciones Exteriores y quién tenía a su cargo la oficina de artes plásticas, le sugirió que se dedicara a la escultura y le ofreció un trato: le montaban un estudio y le daban materiales para que trabajara, a cambio de obra, trato el cual aceptó. Poco tiempo después estaba laborando en un lugar cerca de la Alameda y de la Escuela de Artes Plásticas La Esmeralda. Nunca asistió a la escuela, pero si a la cantina Valle de México, cuyos parroquianos eran alumnos y maestros del plantel. Pronto se volvió amigo de los pintores Pedro Coronel, Francisco Corzas y Rodolfo Nieto; aquellas pláticas fueron la base de estudios que tuvo.
Poco tiempo después, el Gobierno Federal le ofreció una beca para viajar a Europa para visitar museos y galerías. En Francia descubrió el arte griego en el Museo del Louvre, quedó impresionado con la Victoria de Samotracia, más tarde con la obra de Augusto Rodin y Aristide Maillol. En la península ibérica, además de asistir a las corridas de toros, se acercó a la obra de Gaudí y Miró.
Un artista que se inspiró por su amor a la nación "uno debe agregar que cualquiera que se involucre con Juárez se verá seriamente involucrado con México y sus pasiones".

### Temática

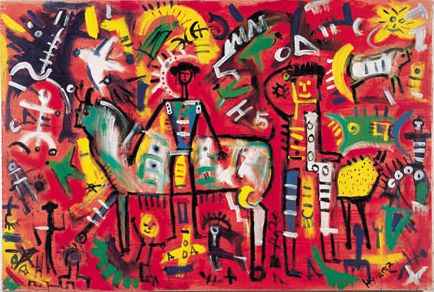
"Juventud Divina". Elaborado en acrílico.

La obra de Heriberto Juárez va del figurativismo al abstraccionismo. Su innumerable producción artística ostenta una temática estricta basada en cuatro figuras principales: palomas, toros, caballos y la figura humana.
En su obra refleja la alegría con que los mexicanos celebran la vida a través de intensos colores y figuras llenas de pasión y energía, haciendo que sus obras sean inconfundiblemente mexicanas sin importar en que parte del mundo se encuentren.
Juárez fue un apasionado portavoz de la idea de que el arte mexicano debe tener un distintivo sabor nacional y actualmente es considerado como uno de los artistas que más contribuyó en la promoción de la cultura mexicana.

### Crítica a su obra

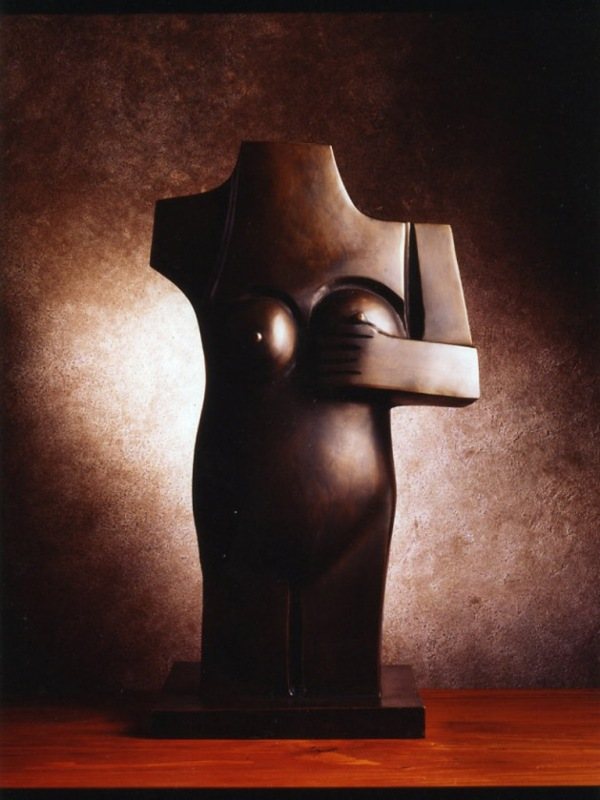
Teotihuacana en Bronce.

Distintas personalidades, así como críticos de arte, han descrito la forma en como el maestro Heriberto Juárez creaba sus obras:
| "Heriberto Juárez, artista sin reposo posible, es un pequeño dios en la tierra, mago y hechicero. Da luz a la sombra, color al cobre, movimiento a rudos materiales. Escucharlo es seguir la conversación entre sus manos, los giros inesperados que se desprenden de los dedos, un vocabulario de cien voces, de signos inacabables”. - Julio Scherer García, periodista y escritor mexicano. |

| “Heriberto Juárez tiene una tendencia histórica-humanística acorde con la sociedad a la que sirve. No renuncia a categorías tópicas y futuristas, sino que enriquece mensaje y contenido y perfecciona la técnica, teniendo en cuenta que la tecnología, en el más amplio sentido del término, es problema central de la época y praxis de las acciones del hombre contemporáneo; resultando Juárez un artista característicamente mexicano, en tanto que hace de la técnica, de la labro artesanal, parte del orden histórico y del espíritu, sin rendirlos obsoletos”. - Berta Taracena, Crítica de Arte. |

| “…es algo de la angustia y la ansiedad de nuestro mundo, algo inhumano y cruel de la figura humana misma. La técnica que usa corresponde a la intención, la superficie es tosca, el barro es manejado con una mano nerviosa y sin piedad”.- Alaíde Foppa, Crítica de Arte |

| “El bronce, la piedra, la cerámica, el dibujo y las distintas técnicas de pintura han sido experimentadas por este artista autodidacta… Museos, galerías, organismos públicos y coleccionistas privados de todo el mundo han incorporado a sus acervos obras de Juárez”.- Museo Alfa, Monterrey, N.L. |

### Últimos años

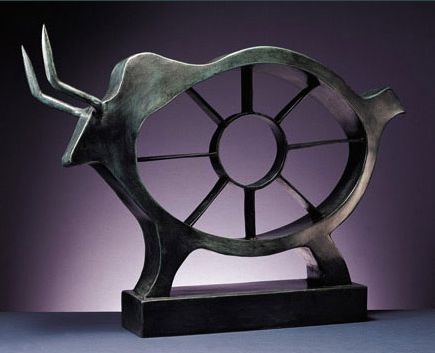
"Toro y Espacio". Elaborado en bronce.

Heriberto Juárez fallece el 26 de agosto de 2008 en la Ciudad de México después de haber librado una intensa batalla contra el cáncer linfático (Linfoma no-Hodgkin).

## Exposiciones y Colecciones

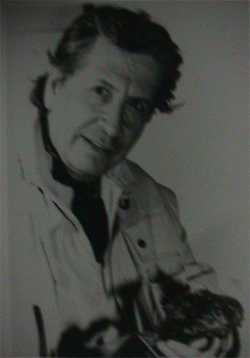
Heriberto Juárez.

### Exposiciones Individuales
Heriberto Juárez ha tenido más de 70 exposiciones individuales en distintos lugares de México y Estados Unidos, entre las cuales se encuentran:
- Museo de Arte e Historia. Ciudad Juárez, Chihuahua, 1972.
- Museo de las Bellas Artes. Oaxaca, Oaxaca, 1973.
- Museo de las Bellas Artes. Toluca, Estado de México, 1974.
- Museo de Arte e Historia. Ciudad Juárez, Chihuahua, 1978.
- Premrou Gallery. New York, New York, 1981.
- Machorro Gallery. Houston, Texas, 1982.
- Museo de Arte Moderno. Ciudad de México, 1988.
- Museo de Arte Moderno del Centro Cultural Mexiquense. Toluca, Estado de México, 1989.
- Centro Cultural ALFA. Monterrey, Nuevo León, 1993.
- Museo José Ma. Velasco. Toluca, Estado de México, 1993.
- Museo Robert Brady. Cuernavaca, Morelos, 1993.
- Elaine Baker Gallery. Boca Ratón, Florida, 1999.
- Museo de Arte Contemporáneo “Alfredo Zalce”. Morelia, Michoacán, 1999.
- Club de Banqueros de México. Ciudad de México, 2001.
- Bodreau-Ruiz Gallery. New Port Beach, California, 2001.
- Museo de la Secretaría de Hacienda y Crédito Público. Ciudad de México, 2005.
- Kapz Artmosphere. Coral Gables, Florida, 2005.
- Universidad Autónoma Metropolitana, Unidad Iztapalapa. Ciudad de México, 2007.
- Museo Fundación Macay. Mérida, Yucatán, 2008.
- Museo Regional de la Laguna. Torreón, Coahuila, 2011.[6]
- Museo de Arte Moderno "Guillermo Ceniceros". Durango, Durango, 2011.[7]

### Exposiciones Colectivas
Heriberto Juárez participó en 40 exposiciones colectivas, entre las que se encuentran:
- Museo de Arte Contemporáneo. Ciudad de México, 1971.
- Museo de Arte Moderno. Guadalajara, Jalisco, 1973.
- Casa de la Cultura. Los Ángeles, California, 1973.
- Consulado General de México. New York, New York, 1973.
- Tower of the Americas. San Antonio, Texas, 1974.
- University of Texas. San Antonio, Texas, 1981.
- Raleigh Gallery. Boca Ratón, Florida, 1995.
- Museum of Latin American Art. Long Beach, California, 2005-2006.

### Colecciones particulares
La obra de Heriberto Juárez se encuentra en todo el mundo a través de colecciones particulares y privadas, de las cuales muchas de ellas se exhiben al público, algunos ejemplos son:
- Aeropuerto Internacional Benito Juárez, Ciudad de México, México.
- Ambassade De France Au Mexique, Ciudad de México, México.
- Asociación de Radiodifusores de México, Ciudad de México, México.
- Cervecería Cuauhtémoc Moctezuma, Ciudad de México, México.
- Compañía Champion, Ciudad de México, México.
- Compañía Indetel-Alcatel, Ciudad de México, México.
- Embajada de Suecia en México, Ciudad de México, México.
- Hall Mark Card.  Houston, Texas, Estados Unidos
- Instituto Tecnológico y de Estudios Superiores Monterrey, Campus Toluca, Estado de México, México.
- JP Morgan Bank. Ciudad de México, México.
- J. Walter Thompson Art Collection, New York, Estados Unidos
- Mexican-American Foundation. San Diego, California, Estados Unidos
- Museo de Arte Moderno del Centro Cultural Mexiquense. Toluca, Estado de México, México.
- Museo de Arte Contemporáneo Latinoamericano de la Fundación Ralli, Punta del Este, Uruguay.
- Museo de Arte Contemporáneo de la Fundación Ralli, Santiago de Chile, Chile.
- Museo de Arte Contemporáneo de la Fundación Ralli, Cesarea, Israel.
- Museum of Latin American Art, Long Beach, California, Estados Unidos
- Boca Raton Museum of Art, Boca Ratón, Florida, Estados Unidos
- Petróleos Mexicanos (PEMEX), Ciudad de México, México.
- Rancho La Puerta, Tecate, Baja California, México.
- Registro Público de la Propiedad, México.
- Rockefeller Foundation, Nueva York, Estados Unidos
- The Ritz-Carlton Hotel, Cancún, Quintana Roo, México.
- Universidad de Las Americas, San Andrés Cholula, Puebla, México.

## Publicaciones
La obra de Heriberto Juárez ha sido publicada en 9 libros:
- Heriberto Juárez. Editorial Obra Citada. 1989.
- Heriberto Juárez. PEMEX. 1992.
- Heriberto Juárez. H. Cámara de Diputados. 1995.
- Heriberto Juárez (1999). Los dibujos de Heriberto Juárez.
- Herberto Juárez Platería. JP Morgan Bank México. 1999.
- Heriberto Juárez Escultura. Alcázar Editores. 2003.
- Heriberto Juárez Pintura. Alcázar Editores. 2003.
- El sueño va sobre el tiempo. Universidad Autónoma Metropolitana. 2007. ISBN 978-970-31-0858-9.
- Heriberto Juárez Escultura y Pintura. Gobierno del Estado de México. 2008.